# أحمد الخميس (سياسي)
أحمد الخميس، (1893 - 1974) سياسي وشيخ ديني ومدرس كويتي وعضو سابق في المجلس التشريعي الكويتي الثاني.

## حياته
ولد الشيخ أحمد بن خميس الجيران في الكويت - عام 1311 ه الموافق عام 1893 م، وقد سمي بالخلف نسبة إلى اسرة خاله الشيخ عبد الله بن خلف الدحيان، وحرص على التعلُّم منذ صغره، فأخذ عن كبار العلماء والشيوخ والمربين، وتدرج في الوظائف، فبدأ مدرساً في مدرسة النجاح الأهلية في الزبير، ثم تركها ليعمل في التدريس الخاص مع الشيخ عبد الملك الصالح، فافتتحا مدرسة لتعليم الأطفال القراءة والكتابة وحفظ القرآن الكريم ومبادئ الحساب، كما قام بالتدريس في مدرسة السعادة التي أنشأها شملان بن علي آل سيف في كشك الصقر في الحي القبلي ، وكان خطيباً وإماماً لمسجد البدر في منطقة القبلة، كما ولي القضاء حيث عين قاضياً في المحكمة العليا، وبعدها دخل الحياة البرلمانية في انتخابات المجلس التشريعي الكويتي الثاني وفاز بالمقعد.

## أماكن سميت بإسمه
- مدرسة أحمد الخميس الابتدائية للبنين في منطقة الفروانية التعليمية - منطقة الفردوس.

## وفاته
توفي الشيخ أحمد خميس عام 1394 ه الموافق عام 1974 م، وقد جاوز الثمانين من عمره.